# Semicassis granulata
Semicassis granulata of grofgeribde mediterrane helmslak is een slakkensoort uit de familie van de Cassidae. De wetenschappelijke naam van de soort is voor het eerst geldig gepubliceerd in 1778 door Born.

## Algemeen
Vrij stevig horen, tot 10 cm hoog.  Topgedeelte spits, windingen bol en ongeschouderd
De schelp vertoont grove spiralen, met diepe groeven ertussen.  De eeltplaat naast de binnenlip is vaak grof gekorreld.  De binnenzijde van de buitenlip heeft sterke tandplooien.

## Kleur
Grijsbruin, afwisselend geblokt met crèmewitte en roodbruine vlekken.

## Habitat
Leeft op een diepte van 5 tot 100 m.

## Voedsel
Dit weekdier is carnivoor.

## Voorkomen
Lusitanische regio, West-Afrikaanse regio en Zuid-Afrikaanse regio.